# Tehnološki determinizam
Tehnološki determinizam je redukcionistička teorija koja pretpostavlja da tehnologija društva određuje razvoj njegove socijalne strukture i kulturnih vrednosti. Veruje se da taj termin potiče od Torstena Veblena (1857–1929), američkog sociologa i ekonomiste. Najradikalniji tehnološki determinista u Sjedinjenim Državama u 20. veku bio je najverovatnije Klerens Ers koji je bio sledbenik Torstena Veblena i Džon Djuia. Vilijam Ogborn je takođe bio poznat po svom radikalnom tehnološkom determinizmu.
Prva velika razrada tehnološkog determinističkog pogleda na socioekonomski razvoj potekla je od nemačkog filozofa i ekonomiste Karla Marksa, koji je tvrdio da su promene u tehnologiji, a posebno u proizvodnoj tehnologiji, primarni uticaj na ljudske društvene odnose i organizacionu strukturu, te da se društveni odnosi i kulturne prakse ultimatno okreću oko tehnološke i ekonomske baze datog društva. Marksovo stanovište je postalo utkano u savremeno društvo, gde je sveprisutna ideja da tehnologije koje brzo evoluiraju, menjaju ljudske živote. Iako mnogi autori Marksovim uvidima pripisuju tehnološki određen pogled na ljudsku istoriju, nisu svi marksisti tehnološki deterministi, i neki autori dovode u pitanje u kojoj je meri sam Marks bio determinista. Osim toga, postoji više oblika tehnološkog determinizma.

## Poreklo
Smatra se da je ovaj termin osmislio Torsten Veblen (1857–1929), američki naučnik iz oblasti društvenih nauka. Veblenov savremenik, popularni istoričar Čarls A. Bird pružio je ovaj prikladni deterministički prikaz: „Tehnologija maršira u čizmama od sedam liga, od jednog bezobzirnog, revolucionarnog osvajanja do drugog, rušeći stare fabrike i industrije, uzdižući nove procese zastrašujućom brzinom.” Što se tiče značenja, to je opisano je kao pripisivanje mašinama „moći” koje nemaju. Veblen je, na primer, tvrdio da „mašina izbacuje antropomorfne misaone navike.” Postoji i slučaj Karla Marksa koji je očekivao da će izgradnja železničke pruge u Indiji dovesti do razgradnje kastnog sistema. Prema Robertu Hajlbroneru, opšta ideja je da tehnologija putem svojih mašina može prouzrokovati istorijske promene promenom materijalnih uslova ljudskog postojanja.
Jedan od najradikalnijih tehnoloških determinista bio je čovek po imenu Klerens Ers, koji je bio sledbenik Veblenove teorije u 20. veku. Ers je najpoznatiji po razvoju ekonomske filozofije, ali je takođe blisko sarađivao sa Veblenom koji je skovao teoriju tehnološkog determinizma. On je često je govorio o borbi između tehnologije i ceremonijalne strukture. Jedna od njegovih najzapaženijih teorija uključivala je koncept „tehnološkog povlačenja”, gde on objašnjava tehnologiju kao samogenerišući proces, a institucije kao ceremonijalne, i iz tog konteksta nastaje tehnološki prekomerni-determinizam.

## Objašnjenje
Tehnološki determinizam nastoji da prikaže tehnički razvoj, medije ili tehnologiju u celini, kao ključni pokretač istorije i društvenih promena. To je teorija koju podržavaju „hiperglobalisti” koji tvrde da je ubrzana globalizacija neizbežna kao posledica široke dostupnosti tehnologije. Stoga tehnološki razvoj i inovacije postaju glavni pokretač društvenih, ekonomskih ili političkih promena.

## Literatura
- G.A. Cohen, Karl Marx's Theory of History: A Defence, Oxford and Princeton, 1978.
- Cowan, Ruth Schwartz (1983). More Work for Mother: The Ironies of Household Technology from the Open Hearth to the Microwave. New York: Basic Books.
- Croteau, David; Hoynes, William (2003). Media Society: Industries, Images and Audiences ((third edition) изд.). Thousand Oaks: Pine Forge Press. стр. 305–307.
- Ellul, Jacques (1964). The Technological Society. New York: Alfred A. Knopf.
- Green, Lelia (2002). Technoculture. Crows Nest: Allen & Unwin. стр. 1–20.
- Huesemann, Michael H., and Joyce A. Huesemann . Technofix: Why Technology Won't Save Us or the Environment. 2011. ISBN 0865717044., New Society Publishers, Gabriola Island, British Columbia, Canada, , 464 pp.
- Miller, Sarah (januar 1997). „Futures Work – Recognising the Social Determinants of Change”. Social Alternatives (1  (1): изд.). стр. 57—58.
- Murphie, Andrew; Potts, John (2003). „1”. Culture and Technology. London: Palgrave. стр. 21.
- Ong, Walter J (1982). Orality and Literacy: The Technologizing of the Word. New York: Methuen.
- Postman, Neil (1992). Technopoly: the Surrender of Culture to Technology. Vintage: New York. стр. 3—20.
- Roland, Alex. Once More into the Stirrups; Lynne White Jr, Medieval Technology and Social Change" Classics Revisited. 574- 585.
- Sawyer, P.H. and R.H. Hilton. "Technical Determinism" Past & Present. April 1963: 90-100.
- Smith, Merritt Roe; Marx, Leo, ур. (1994). Does Technology Drive History? The Dilemma of Technological Determinism. Cambridge: MIT Press. ISBN 9780262691673.
- Staudenmaier, S.J., John M. (1985). „The Debate over Technological Determinism”. Technology's Storytellers: Reweaving the Human Fabric. Cambridge: The Society for the History of Technology and the MIT Press. стр. 134—148.
- Winner, Langdon (1977). Autonomous Technology: Technics-Out-of-Control as a Theme in Political Thought. Cambridge: MIT Press.
- Winner, Langdon (1986). „Do Artefacts Have Politics?”. The Whale and the Reactor. Chicago: University of Chicago Press. стр. 26.
- Winner, Langdon. "Technology as Forms of Life". Readings in the Philosophy of Technology. David M. Kaplan. Oxford: Rowman & Littlefield, 2004. 103–113
- Woolgar, Steve and Cooper, Geoff (1999). "Do artefacts have ambivalence? Moses' bridges, Winner's bridges and other urban legends in S&TS". Social Studies of Science  29 (3), 433–449.
- White, Lynn (1966). Medieval Technology and Social Change. New York: Oxford University Press.
- Furbank, P.N. "The Myth of Determinism." Raritan. [City] Fall 2006: 79–87. EBSCOhost. Monroe Community College Library, Rochester, NY. 2 April 2007.
- Feenberg, Andrew. "Democratic Rationalization". Readings in the Philosophy of Technology. David M. Kaplan. Oxford: Rowman & Littlefield, 2004. 209–225
- Chandler, Daniel. Technological or Media Determinism. 1995. 18 September 1995. <http://www.aber.ac.uk/media/Documents/tecdet/tecdet.html>
- Gans, Paul J. (8. 10. 2002). „The great stirrup controversy”. The Medieval Technology Pages. Архивирано из оригинала 9. 10. 2014. г. Приступљено 13. 5. 2014.
- Sloan, John; Nelson, Lynn (22. 11. 1994). „The stirrup controversy”. Fordham University. Архивирано из оригинала 22. 11. 2014. г. Приступљено 13. 5. 2014. — includes many other references
- Benjamin, Walter. Theses on the Philosophy of History.
- Cohen, G. A. (2000) [1978]. Karl Marx's Theory of History: A Defence (expanded изд.). Oxford: Clarendon Press.
- Engels, Friedrich (1946). „Foreword”. Ludwig Feuerbach and the End of Classical German Philosophy. Moscow: Progress Publishers. Приступљено 21. 4. 2018 — преко Marxists Internet Archive.
- Foster, John Bellamy (1999). Marx's Ecology: Materialism and Nature. New York: Monthly Review Press.
- Foster, John Bellamy; Clark, Brett (2008). Critique of Intelligent Design: Materialism versus Creationism from Antiquity to the Present. New York: Monthly Review Press. ISBN 978-1-58367-173-3.
- Fromm, Erich (1961). „Marx's Historical Materialism”. Marx's Concept of Man. New York: Frederick Ungar Publishing. Приступљено 21. 4. 2018 — преко Marxists Internet Archive.
- Kołakowski, Leszek (1978). Main Currents of Marxism: Its Origins, Growth and Dissolution.
- Lenin, Vladimir Illyich (n.d). „Критические заметки по национальному вопросу” [Critical Remarks on the National Question]. Полного собрания сочинений В. И. Ленина (на језику: руски). 24 (5th изд.). стр. 113—150.
- Marx, Karl (1977). Preface. A Contribution to the Critique of Political Economy. Од стране Marx, Karl.  Dobb, Maurice, ур. Превод: Ryazanskaya, S. W. Moscow: Progress Publishers. Приступљено 21. 4. 2018 — преко Marxists Internet Archive.
- ———  (1993). Grundrisse: Foundations of the Critique of Political Economy. Превод: Nicolaus, Martin. London: Penguin Books. ISBN 978-0-14-044575-6.
- Marx, Karl; Engels, Friedrich (1968). Selected Works in One Volume. London: Lawrence and Wishart.
- Meek, Ronald L. (1976). Social Science and the Ignoble Savage. Cambridge Studies in the History and Theory of Politics. Cambridge, England: Cambridge University Press.
- Popper, Karl (1957). The Poverty of Historicism.
- Seligman, Edwin R. A. (1901). „The Economic Interpretation of History”. Political Science Quarterly. 16 (4): 612—640. JSTOR 2140420. doi:10.2307/2140420 .
- Thompson, E. P. (1965). „The Peculiarities of the English”. Socialist Register. 2: 311—362. Приступљено 21. 4. 2018.